# Metropolitano de Manila
O Mass Rapid Transit Manila é um sistema de metropolitano que serve a cidade filipina de Manila.